# Área metropolitana de Providence
El área metropolitana de Providence o área estadística metropolitana de Providence-New Bedford-Fall River, RI-MA MSA como la denomina oficialmente la Oficina de Administración y Presupuesto, es un área estadística metropolitana centrada en la ciudad de Providence, y que abarca todo el estado estadounidense Rhode Island y parte del de Massachusetts. El área metropolitana tiene una población de 1.600.852 habitantes según el censo de 2010, convirtiéndola en la 37.º área metropolitana más poblada de los Estados Unidos.

## Composición
El área metropolitana está compuesta por los 5 condados del estado de Rhode Island, junto con su población según los resultados del censo 2010:
- Bristol – 49.875 habitantes
- Kent – 166.158 habitantes
- Newport – 82.888 habitantes
- Providence – 626.667 habitantes
- Washington – 126.979 habitantes;

y 1 condado del estado de Massachusetts, junto con su población según los resultados del censo 2010:
- Bristol – 548.285 habitantes

## Área estadística metropolitana combinada
El área metropolitana de Providence es parte del área estadística metropolitana combinada de Boston-Worcester-Manchester, MA-RI-NH CSA junto con:
- El área estadística metropolitana de Boston-Cambridge-Quincy, MA-NH MSA;
- El área estadística metropolitana de Worcester, MA MSA;
- El área estadística metropolitana de Manchester-Nashua, NH MSA;
- El área estadística micropolitana de Concord, NH µSA; y
- El área estadística micropolitana de Laconia, NH µSA

## Principales comunidades del área metropolitana
Ciudades principales o núcleo
- Providence
- New Bedford
- Fall River

Otras comunidades importantes
- Warwick
- Cranston